# Thestor tempe
Thestor tempe är en fjärilsart som beskrevs av Terence Dale Pennington 1962. Thestor tempe ingår i släktet Thestor och familjen juvelvingar. IUCN kategoriserar arten globalt som sårbar. Inga underarter finns listade i Catalogue of Life.